# Пасје поподне
Пасје поподне (енгл. Dog Day Afternoon) је амерички биографски криминалистичко-драмски филм из 1975. године, редитеља Сиднија Лумета, у коме главне улоге тумаче Ал Пачино, Џон Казале, Џејмс Бродерик и Чарлс Дернинг. Сценарио Френка Пирсона заснован је на чланку из часописа Life под називом „Дечаци у банци”, који су написали П. Ф. Клуге и Томас Мур. Филм приказује пљачку и кризу са таоцима коју су 1972. године извели Џон Војтович и Салваторе Натуриле у филијали банке Chase Manhattan у Бруклину.
Продуцент Мартин Елфенд је скренуо пажњу Мартину Брегману на поменути чланак, након чега је Брегман започео преговоре са студиом Warner Bros. и обезбедио права за коришћење приче. Пирсон је спровео истраживање и написао сценарио који је фокусирао радњу филма око Војтовича. Глумце су одабрали Лумет и Пачино, при чему је Пачино ангажовао своје бивше позоришне колеге. Снимање је трајало од септембра до новембра 1974. године и завршено је три недеље пре рока.
По изласку у биоскопе 21. септембра 1975, филм Пасје поподне постигао је велики критички и комерцијални успех. Био је номинован за седам Златних глобуса и шест Оскара (укључујући и онај за најбољи филм), а победио је у категорији за најбољи оригинални сценарио. Године 2009, Конгресна библиотека је одабрала филм за чување у Националном регистру филмова Сједињених Држава као „културно, историјски или естетски значајан”.

## Радња
Дана 22. августа 1972. тројица пљачкаша − Сони Ворцик, Салваторе Натурале и Стиви − покушавају да опљачкају банку у Бруклину. Њихов план измиче контроли готово одмах − Стиви се уплаши и бежи, а Сони сазнаје да се у трезору налази само 1.100 долара у готовини, пошто се њихова пљачка одвија убрзо након дневног подизања готовине. Сони узима путничке чекове и спаљује регистар у канти за смеће како чековима не би могло да се уђе у траг. Међутим, дим избија напоље, што изазива сумњу, а убрзо банку окружују полиција, гомиле посматрача и ТВ репортери.
Детектив наредник Јуџин Морети позива банку телефоном и обавештава Сонија о доласку полиције. Сони блефира да намерава да убије таоце у случају изненадног напада, али Сал открива да је спреман да убије ако буде потребно. Морети преузима улогу преговарача док Шелдон, агент ФБИ-а, прати његове активности. Морети тражи ослобађање једног од таоца у знак добре намере, а Сони пушта чувара банке, који има напад астме, да оде. Морети такође убеђује Сонија да изађе напоље. Скривајући се иза Силвије, главне благајнице, Сони излази и почиње да преговара са Моретијем. Њихов дијалог достиже врхунац са Сонијем који виче „Атика! Атика!” мислећи на недавне затворске побуне у Атики. Окупљени, заузврат, прихватају његове повике, навијајући за Сонија.
Сони захтева возило које ће њега и Сала одвести до аеродрома, где ће их чекати авион. Сони такође захтева да донесе храну у банку за таоце и доведе његову жену. Испоставља се да је Сонијева „жена” Леон Шермер, његов љубавник која открива да је разлог за пљачку била потреба за новцем за његову операцију промене пола. Он такође открива да је Сони ожењен Енџи, са којом није у добрим односима и има децу.
Како се приближава ноћ, светла банке се гасе на захтев агента Шелдона, који је преузео контролу над операцијом. Шелдон одбија да учини било какве уступке Сонију, међутим, након што менаџер банке Малвени има напад дијабетеса, он пушта доктора да уђе у банку. Док је доктор у банци, Шелдон убеђује Леона да разговара са Сонијем. Током разговора телефоном испоставља се да је Леон покушао да изврши самоубиство како би побегао од Сонија, који је подигао руку на њега. Он је примљена у болницу, где га је пронашла полиција. Леон одбија да се придружи Сонију и Салу у њиховом бекству. Сони обавештава полицију која слуша на линији да Леон није умешан у пљачку.
Сони пристаје да пусти Малвенија, али он одбија да оде, не желећи да напусти своје подређене. ФБИ поново зове Санија напоље да разговара са својом мајком. Она га тражи да се преда полицији, али Сони одбија. Вративши се у банку, Сони диктира свој тестамент једној од девојака, остављајући новац од осигурања Леону и Енџи.
Лимузина стиже у банку и Сони пажљиво проверава има ли оружја или замки. Он бира агента Марфија за возача који ће њега, Сала и таоце одвести до аеродрома Џон Кенеди. По ранијем договору, један од талаца је ослобођен. Сони седи поред возача, а Сал иза заједно са таоцима. Марфи тражи од Сала да држи пиштољ окренут нагоре како би избегао случајне пуцње.
Колона полицајаца и лимузина стиже на аеродром. Док се чека да авион стигне, једна од талаца, Марија, пуштена је и даје Салу бројаницу пре његове прве вожње авионом. Марфи поново тражи од Сала да подигне цев. Сал следи упутства, међутим, у овом тренутку, агент Шелдон блокира Сонијев пиштољ; искористивши застој, агент Марфи вади револвер скривен у његовом наслону за руке и прецизно пуца Салу у главу. Таоци су ослобођени, а Сони је ухапшен.
Филм се завршава тако што Сони гледа како одвозе Салов леш. У одјавној шпици наводи се да је Сони осуђен на 20 година затвора, да су Енџи и деца су добили бенефиције, а Леон, који је променио име у Елизабет, подвргнут је операцији.

## Улоге
| Глумац           | Улога                 |
| ---------------- | --------------------- |
| Ал Пачино        | Сони Ворцик           |
| Џон Казале       | Сал Натуриле          |
| Чарлс Дернинг    | наредник Јуџин Морети |
| Џејмс Бродерик   | агент Шелдон          |
| Ленс Хенриксен   | агент Марфи           |
| Крис Сарандон    | Леон Шермер           |
| Пенелопа Ален    | Силвија               |
| Сали Бојар       | директор Малвени      |
| Сјузан Перец     | Енџи Ворцик           |
| Керол Кејн       | Џени                  |
| Доминик Кијанеси | Сонијев отац          |